# Thành Thịnh
Thành Thịnh là một xã thuộc huyện Trấn Yên, tỉnh Yên Bái, Việt Nam.

## Địa lý
Xã Thanh Thịnh có vị trí địa lý:
- Phía đông giáp xã Hòa Cuông và huyện Yên Bình
- Phía tây giáp xã Quy Mông
- Phía nam giáp thị trấn Cổ Phúc và xã Y Can
- Phía bắc giáp xã Báo Đáp và xã Tân Đồng.

Xã Thanh Thịnh có diện tích 27,77 km², dân số năm 2022 là 6.197 người mật độ dân số đạt 223 người/km².

## Hành chính
Xã Thành Thịnh được chia thành 15 thôn: 1, 2, 3, 4, 5, 6, 7, Đồng Phúc, Đồng Phú, Phú Thọ, Phú Mỹ, Phú Lan, Trúc Đình, Lan Đình, Phúc Đình.

## Lịch sử
Ngày 28 tháng 12 năm 2022, UBND tỉnh Yên Bái ban hành Quyết định số 2679/QĐ-UBND về việc công nhận thị trấn Cổ Phúc và vùng phụ cận (bao gồm một phần các xã: Việt Thành, Nga Quán, Minh Quán, Hòa Cuông, Y Can) đạt tiêu chí đô thị loại V.
Tính đến ngày 31 tháng 12 năm 2022, xã Đào Thịnh có 7 thôn: 1, 2, 3, 4, 5, 6, 7. Xã Việt Thành có 8 thôn: Đồng Phúc, Đồng Phú, Phú Thọ, Phú Mỹ, Phú Lan, Trúc Đình, Lan Đình, Phúc Đình.
Ngày 24 tháng 10 năm 2024, Ủy ban Thường vụ Quốc hội ban hành Nghị quyết số 1239/NQ-UBTVQH15 về việc sắp xếp đơn vị hành chính cấp xã của tỉnh Yên Bái giai đoạn 2023 – 2025 (nghị quyết có hiệu lực từ ngày 1 tháng 12 năm 2024). Theo đó, thành lập xã Thành Thịnh trên cơ sở toàn bộ 13,44 km² diện tích tự nhiên và quy mô dân số là 3.095 người của xã Đào Thịnh và toàn bộ 14,33 km² diện tích tự nhiên, quy mô dân số là 3.102 người của xã Việt Thành.
Xã Thành Thịnh có 27,77 km² diện tích tự nhiên và quy mô dân số là 6.197 người.